# Diureza
Diureza – w medycynie, ogół zjawisk związanych z procesem wydalania moczu.
Prawidłowość przebiegu diurezy jest oceniana na podstawie pomiarów objętości moczu, który został wydalony w określonym czasie, np. w ciągu doby lub godziny (diureza dobowa, diureza godzinowa), przy równoczesnym uwzględnieniu ilości podanych płynów. Niekiedy dla wykonania dokładniejszych pomiarów wymagane jest wprowadzenie cewnika na stałe (na cały czas badania) do pęcherza.
Ilość wydzielanego moczu poniżej 60 ml/h jest określane jako skąpomocz, poniżej 5–10 ml/h jako bezmocz. Badanie to pozwala na wskazanie występowania niewydolności nerek.